# 宇都宮市立陽南中学校
宇都宮市立陽南中学校（うつのみやしりつ ようなんちゅうがっこう）は、栃木県宇都宮市陽南2丁目にある公立中学校。

## 沿革

### 開校までの背景
江曽島の中学生は、1947年（昭和23年）までは一条中学校へ入学していた。しかし、1948年になると生徒数増大により収容の余裕無しとして同校より受け入れ拒否された。同年4月15日、受け入れ先がないため父兄主導で入学式を強行。富士産業の厨房を借りて行われ、1年生138人が入学。県の指導がはいり、授業は陽南小学校の教室を使用した。

### 年表
- 1949年（昭和24年） 
  - 3月31日 - 宇都宮市、姿川村、横川村の共同管理校（3市村の組合立）として陽南中学校誕生（校舎は陽南小学校と併置）[2]
  - 4月18日 - 第1回入学式挙行【創立記念日に制定】
- 1951年（昭和25年） - 校歌制定
- 1952年（昭和27年） - 姿川村と横川村のそれぞれ一部（陽南地区）が宇都宮市に編入合併したことにより正式に宇都宮市立陽南中学校となる[2]
- 1957年（昭和32年）- 2年生6クラスが一条中分校跡地（現在の陽南中所在地）へ移転。しかし、中学は教科担任制のため教師は、10分間の休み時間中に自転車で本校・分校間を移動した[1]。
- 1959年（昭和34年）2月9日- 校舎完成により全校が現在地に移転した。その後数年かけて校庭などを順次整備[2]
- 1966年（昭和41年）3月12日 - 体育館完成[2]
- 1972年（昭和47年） - 標準服をブレザースタイルに変更[2]
- 1975年（昭和50年） - 木造校舎改築（建て替え）工事のため、プレハブ教室2棟設置[2]
- 1978年（昭和52年） - 5月校舎改築工事完了、完全給食開始（給食ワゴンによる配膳）[3]
- 1980年（昭和55年） - 第35回国民体育大会開会式アトラクションに参加[4]
- 1988年（昭和63年） - 新体育館落成[5]
- 2023年（令和5年） -　京都からの修学旅行の帰路、台風の影響で東海道新幹線が愛知県内で止まってしまうトラブルに見舞われ、新幹線車内で夜を明かした。事前に天候が良くないこともあり大半の生徒は下記の制服(カッターシャツとスラックスまたは吊りスカート)ではなくジャージ、体操服で京都駅を出発している。

## 教育方針
- 教育目標
  1. 気力・体力・活力に満ちた生徒
  2. 心情豊かで責任感の強い生徒
  3. 自ら学び、創造性に富む生徒

## 部活動

### 運動部
- 野球部（男）
- 陸上競技部（男・女）
- サッカー部（男）
- ソフトテニス部（男・女）
- バスケットボール部（男・女）
- バレーボール部（男・女）
- 剣道部（男・女）
- 柔道部（男・女）
- 卓球部（男・女）
- 水泳競技部（男・女）

### 文化部
- 合唱部（男・女）
- 吹奏楽部（男・女）
- 美術部（男・女）
- オリジナルイラスト部（男・女）
- ハンディークラフト部（男・女）

## 学校行事
- 4月 - 始業式、着任式、入学式
- 5月 - 体育祭
- 6月
- 7月
- 8月
- 9月
- 10月 - 文化祭（含：合唱コンクール）、第1学期終業式、生徒会立会演説会、第2学期始業式（含：任命式）
- 11月 - 持久走大会、PTAバザー
- 12月
- 1月
- 2月
- 3月 - 卒業証書授与式、生徒会立会演説会、修了式（含：任命式）、離任式

## 通学区域
通学区域は以下の通りである。
宇都宮市
- 今宮1丁目 - 4丁目
- 江曽島町の一部
- 江曽島本町
- 江曽島1丁目 - 5丁目
- 春日町
- 上横田町の一部

- 北若松原1丁目の一部
- 川田町の一部
- 城南1丁目 - 3丁目
- 台新田町
- 台新田1丁目
- 西原町の一部

- 双葉1丁目 - 2丁目
- 緑1丁目 - 5丁目
- 宮本町
- 大和1丁目、2丁目の一部
- 陽南1丁目の一部、2丁目の一部、3丁目 - 4丁目
- 横田新町

## 制服
- 男子　
  - 冬服はブレザー、スラックスである。
  - 夏服はカッターシャツ、スラックスである。
- 女子　
  - 冬服はブレザー、ベスト、カッターシャツ、吊りスカート、スラックスである。
  - 夏服はカッターシャツ、吊りスカート、スラックスである。

## 進学前小学校
- 宇都宮市立陽南小学校
- 宇都宮市立横川西小学校
- 宇都宮市立緑が丘小学校
- 宇都宮市立陽光小学校

## 交通
- 東武鉄道宇都宮線 江曽島駅より約1.9km
- 関東バス江曽島線 陽南中学校前バス停より約350m

## 卒業生
- 米山篤志[7]
- 増淵まり子[7]
- 松下知之 - 2024年パリオリンピック競泳日本代表